# Thyasophila wickhami
Thyasophila wickhami är en skalbaggsart som beskrevs av Thomas Casey 1911. Thyasophila wickhami ingår i släktet Thyasophila och familjen kortvingar. Inga underarter finns listade i Catalogue of Life.